# Холтсвил (Њујорк)
Холтсвил (енгл. Holtsville) насељено је место без административног статуса у америчкој савезној држави Њујорк.

## Демографија
По попису из 2010. године број становника је 19.714, што је 2.708 (15,9%) становника више него 2000. године.
| Група             | 2000.          | 2010.          |
| Белци             | 15.141 (89,0%) | 16.309 (82,7%) |
| Афроамериканци    | 189 (1,1%)     | 364 (1,8%)     |
| Азијати           | 296 (1,7%)     | 865 (4,4%)     |
| Хиспаноамериканци | 1.200 (7,1%)   | 1.990 (10,1%)  |
| Укупно            | 17.006         | 19.714         |